# Otwarty fundusz emerytalny
Otwarty fundusz emerytalny (OFE) – rodzaj funduszu emerytalnego w Polsce, zarządzanego i reprezentowanego przez powszechne towarzystwo emerytalne (PTE), działającego na podstawie ustawy z dnia 28 sierpnia 1997 r. o organizacji i funkcjonowaniu funduszy emerytalnych (Dz.U. z 2024 r. poz. 1113). OFE inwestuje posiadane środki w instrumenty finansowe dopuszczone przez obowiązujące przepisy i w granicach dopuszczonych limitów.
Otwarte fundusze emerytalne powstały w ramach reformy systemu emerytalnego rządu Jerzego Buzka w 1999 roku i pozwalają na gromadzenie środków pieniężnych na emeryturę w tzw. II filarze.

## Opłaty
- Opłata za zarządzanie – pobierana jest z aktywów funduszu proporcjonalnie do zgromadzonych środków, ponosi ją każdy z członków funduszu.
- Opłata od składki – pobierana jest w formie potrącenia określonej procentowo kwoty ze składek wpłacanych do funduszu. Maksymalna wysokość tej opłaty wynosi obecnie 1,75% od każdej wpłacanej składki[6].

## Prawa członka OFE
- Raz do roku otwarty fundusz emerytalny ma obowiązek przesłać członkowi OFE informację o środkach znajdujących się na jego rachunku, terminach dokonanych wpłat składek i wypłat transferowych, wynikach działalności lokacyjnej funduszu, zasadach polityki inwestycyjnej i celu inwestycyjnym funduszu, wraz ze wskaźnikami, do których są porównywane osiągane przez fundusz stopy zwrotu. Informacja jest przesyłana w trybie i formie uzgodnionych z członkiem funduszu.
- Każdy członek funduszu emerytalnego ma prawo do zmiany funduszu raz na kwartał (transfer).
  - Przelewy środków między funduszami odbywają się w ostatnim dniu roboczym lutego, maja, sierpnia i listopada.
  - Z dniem przelewu środków od nowa liczony był staż w funduszu emerytalnym (dzień transferu to dzień otwarcia konta w nowym OFE).

Obecnie obowiązująca ustawa z dnia 25 marca 2011 r. zlikwidowała opłaty związane z wypłatą transferową do innego funduszu.

## Reforma w 2013 roku
W dniu 27 grudnia 2013 Prezydent RP Bronisław Komorowski podpisał ustawę o zmianach w systemie emerytalnym przewidującą przekazanie w dniu 3 lutego 2014 do ZUS skarbowych papierów wartościowych posiadanych przez OFE, a następnie ich umorzenie (Dz.U. z 2013 r. poz. 1717). Dotyczy to 51,5% jednostek rozrachunkowych znajdujących się na rachunku każdego członka OFE. Ponadto wprowadzono dobrowolność przekazywania przyszłych składek do OFE, obniżono wysokość opłaty od składki pobieranej przez PTE, a także wprowadzono tzw. suwak bezpieczeństwa.
Zgodnie z założeniem „suwaka bezpieczeństwa” 10 lat przed momentem osiągnięcia ustawowego wieku emerytalnego środki zgromadzone na indywidualnym koncie członka OFE będą stopniowo transferowane na subkonto ubezpieczonego w ZUS. Celem tego mechanizmu jest mitygacja ryzyka utraty wartości środków zgromadzonych w OFE w wyniku ewentualnego spadku cen papierów wartościowych. Od 1 kwietnia do 31 lipca 2014 r. ubezpieczeni mogli wybrać, czy część ich składki na ubezpieczenie emerytalne w wysokości 2,92% podstawy wymiaru składki na ubezpieczenie emerytalne ma być wpłacana do OFE. Ubezpieczeni, którzy podjęli taką decyzję, musieli poinformować o tym ZUS. Deklaracje można było składać osobiście w siedzibach ZUS, pocztą lub przez Internet, przy pomocy Portalu Usług Elektronicznych ZUS. W przypadku braku deklaracji przyszłe składki będą w całości przekazywane do ZUS (w wysokości 19,52%). Decyzję będzie można zmienić ponownie w 2016 roku (od 1 kwietnia do 31 lipca), a następnie co cztery lata w czasie tzw. „okienek transferowych”.

## Plany likwidacji OFE z 2019 roku
15 kwietnia 2019 roku rząd Mateusza Morawieckiego zaprezentował plan przeniesienia oszczędności z Otwartych Funduszy Emerytalnych (OFE) na Indywidualne Konta Emerytalne (IKE) lub do ZUS. Według jednej z propozycji przy wyborze pierwszej opcji miała być naliczana 15-procentowa opłata. Jednak wraz z upływem czasu prace nad ustawą zostały zaniechane.